# 奥罗拉

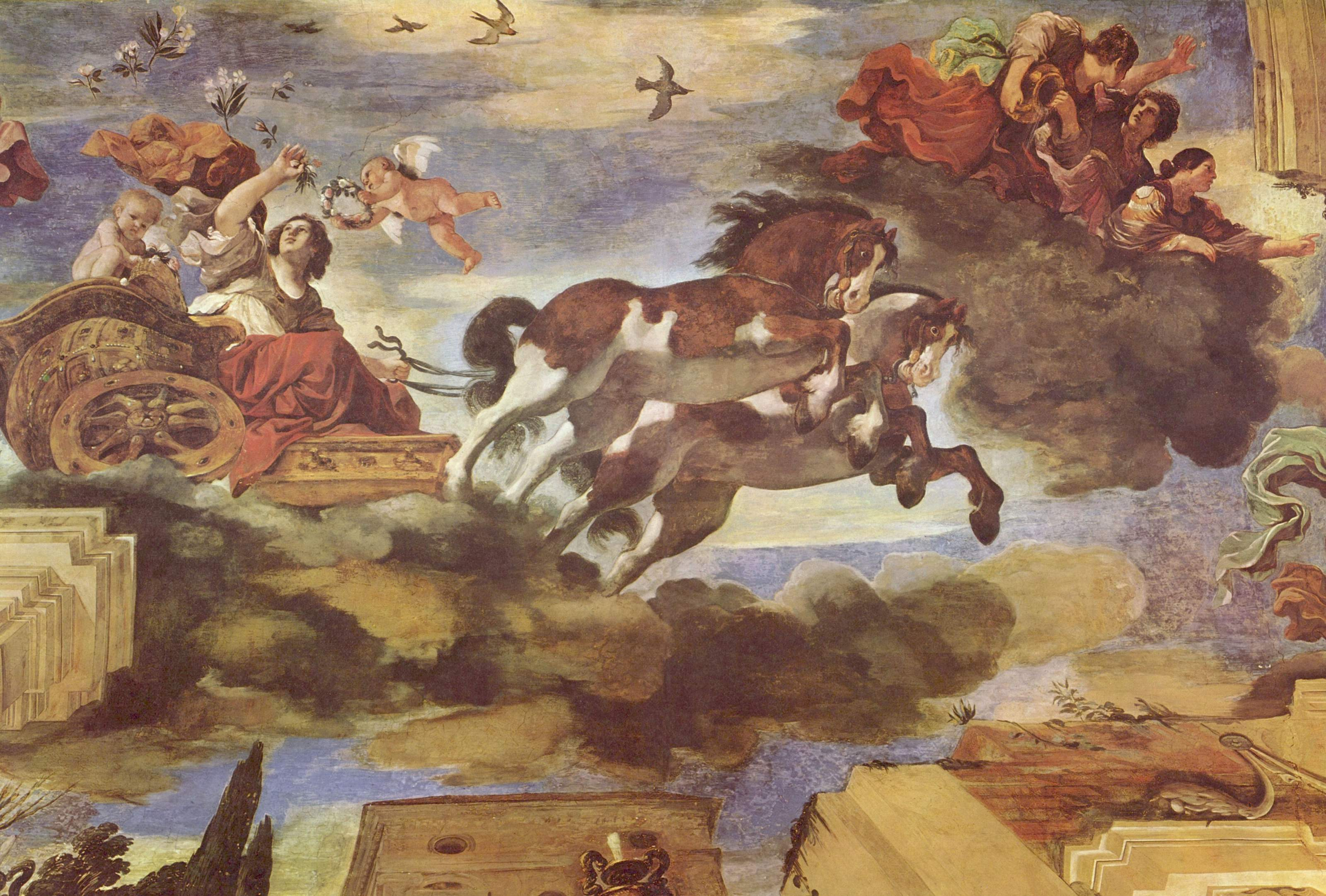
奥萝拉，圭尔奇诺于1621-23年作的天花板壁画，位于罗马的Casino Ludovisi(Casino di Villa Boncompagni Ludovisi)，為典型的巴洛克幻想作品

奥萝拉，古罗马神话里的黎明女神，古希腊神话里称之为厄俄斯。
奥萝拉是一位美丽的女神，每天早晨飞向天空，向大地宣布黎明的来临。不过大多数时间她都还是被称为黎明女神，因为奥萝拉的希腊文就是黑夜转为白天的那第一道光芒。作为指物名词时，奥萝拉的意思是极光。根據奧維德說法，奥萝拉是帕拉斯,或許珀里翁的女兒。她有兩個兄弟姐妹，一個弟弟（太陽）和一個妹妹（月球）。

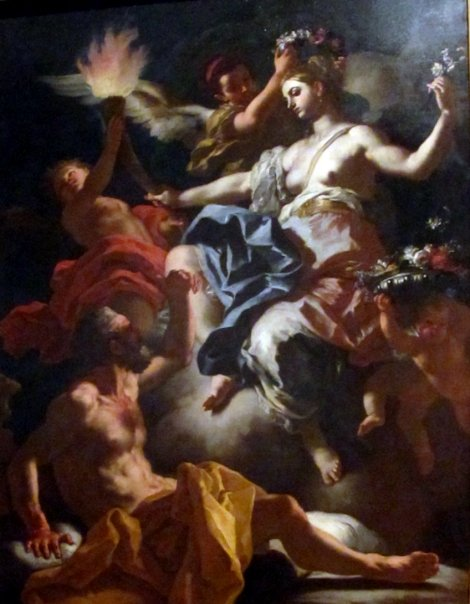
奥萝拉與提托諾斯（Tithonus）
1704年由弗朗西斯科·索利梅納（Francesco Solimena）所繪